# 1896 Beer
1896 Beer è un asteroide della fascia principale. Scoperto nel 1971, presenta un'orbita caratterizzata da un semiasse maggiore pari a 2,3693794 UA e da un'eccentricità di 0,2204885, inclinata di 2,22251° rispetto all'eclittica.
Appartiene alla famiglia di asteroidi Nysa.
L'asteroide è dedicato all'astronomo boemo Arthur Beer.